# Сожги все мои письма
«Сожги все мои письма» (швед. Bränn alla mina brev) — художественный фильм режиссёра Бьёрна Рунге. Сюжет фильма основан на одноимённом романе Алекса Шульмана, в котором он рассказывает о браке его бабушки и дедушки Карин и Свена Стольпе и её романе с писателем Улофом Лагеркранцем. Премьера фильма в Швеции состоялась 23 сентября 2022 года.

## Сюжет
1930-е годы. Карин Стольпе, молодая интеллектуалка, переживающая сложный период в отношениях со своим мужем Свеном Стольпе. У неё начинается роман с писателем Улофом Лагеркранцем. Однако тайна об этом любовном треугольнике тяготит Карин и внука Свена Алекса Шульмана до конца 1980-х годов. Осложняются его отношения с женой Амандой. Он начинает изучать историю своей семьи, чтобы лучше понять себя. Однако то, что он узнает о своей бабушке, оказывает глубокое влияние на его брак.

## В ролях
- Билл Скарсгард — Свен Столпе
- Густав Линд — Улоф Лагеркранц
- Аста Камма Август — Карин Стольпе
- Сверрир Гуднасон — Алекс
- Соня Рихтер
- Сельма Модеер Викинг
- Алекс Шульман
- Рикард Хелльберг

## Производство
Фильм основан на романе Алекса Шульмана Bränn alla mina brev 2018 года. Шульман — внук Свена и Карин Стольпе. Его мать — их дочь Лизетт Шульман. Он родился в Хеммесдинге в 1976 году. Его первый роман, «Выжившие», был опубликован в 31 стране и получил высокую оценку шведской прессы. В течение нескольких недель он лидировал в списке бестселлеров.
Режиссёром фильма выступил шведский кинематографист Бьорн Рунге. Он уже адаптировал роман для своего последнего фильма «Жена», в котором снялись Гленн Клоуз и Джонатан Прайс. Вероника Закко выступила автором сценария фильма.
В фильме снялись Билл Скарсгард в роли Свена Стольпе, Аста Камма Аугуст в роли его жены Карин и Густав Линд в роли её возлюбленного Улофа Лагеркранца.
Съёмки проходили в Швеции в 2021 году. В качестве оператора выступил Стеллан Рунге.
Музыку к фильму написал Якоб Мюльрад. Рунге обратился к нему после выступления с Королевским симфоническим оркестром Стокгольма.
Премьера фильма в Швеции состоялась 23 сентября 2022 года.

## Восприятие
В рецензии для film.ru Гульназ Давлетшина пишет, что «фильм не удивляет оригинальностью, но и не оставляет чувства разочарования».